# 郝惟訓
郝惟訓（？—1658年），直隶霸州人。清朝初年政治人物。

## 生平
清顺治九年（1652年）中壬辰科进士第三甲第三十五名。顺治十四年（1657年）充丁酉科江南乡试同考官。榜发，物议沸腾，爆发科场案。顺治帝下令严惩。次年处绞刑。